# Boris Šilkov
Boris Arsenjevič Šilkov (rusky Борис Арсеньевич Шилков; 28. června 1927 Archangelsk, Ruská SFSR – 27. června 2015 Petrohrad) byl sovětský rychlobruslař.
Na mezinárodní scéně debutoval v roce 1953, kdy na Mistrovství světa získal stříbrnou medaili. Nejúspěšnější sezónu své kariéry si prožil o rok později, kdy zvítězil jak na evropském, tak na světovém šampionátu, v následujícím roce 1955 vybojoval na Mistrovství světa bronz. Startoval na Zimních olympijských hrách 1956, kde vyhrál závod na 5000 m a na trati 1500 m skončil na osmém místě. I na šampionátech se dále pohyboval v první desítce, na Mistrovství světa 1957 získal svoji poslední medaili, stříbrnou. Po sezóně 1957/1958 již startoval pouze na menších nebo domácích závodech, poslední starty absolvoval v roce 1961.